# Список великих німецькомовних міст

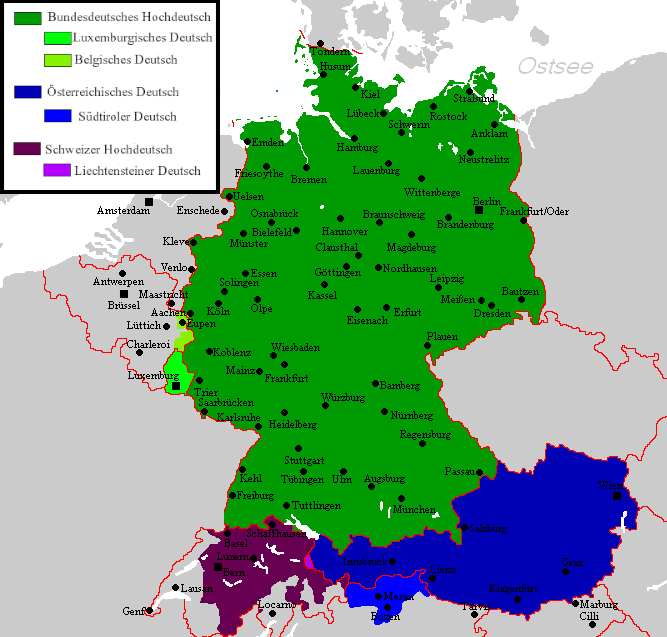
Географічне поширення стандартних варіантів німецької в Європі

Список великих німецькомовних міст із населенням понад 100 тисяч осіб. Складений на основі офіційних даних, опублікованих державними, регіональними та міськими статистичними установами. Більшість даних є актуальними станом на початок 2024 року.

## Загальні відомості
Поняття «велике місто» (нім. Großstadt) може мати різні значення. Наприклад, в Україні до великих міст зазвичай відносять населені пункти з населенням від 100 до 500 тисяч осіб, тоді як у німецькомовних країнах — міста з населенням від 100 тисяч і більше.
У списку подано населення в межах власне міст у їхніх офіційно затверджених межах, без передмість та агломерацій. Багато з цих міст можуть утворювати агломерації зі значно більшим населенням. Деякі міста з цього списку об'єднуються у великі агломерації, як-от Рурський регіон. Чисельність населення подано за даними останньої офіційної міської статистики або за результатами перепису населення.
Під німецькомовністю мається на увазі стандартизована німецька мова (нім. Standardhochdeutsch) або інші стандартизовані варіанти верхньонімецьких діалектів, які закріплені законодавчо як офіційна мова (нім. Amtssprache) у місті, регіоні чи країні або фактично виконують ці функції як лінгва франка. Водночас до розгляду не включаються міста, де офіційними є нижньонімецька мова або нідерландська мова, а також міста зі значною кількістю носіїв їдишу. Окрім того, хоча німецька мова має статус мови національної меншини у низці країн, зокрема серед українських німців, цей статус не прирівнюється до офіційного. Носії зазвичай інтегровані в місцеві спільноти, є двомовними та не складають суттєвої частки міського населення регіонів, де визнані як національна меншина.

## Статистика
Стандартизована німецька мова є офіційною на всій території Німеччини, Австрії, Ліхтенштейну та Люксембургу. У Швейцарії німецька мова має офіційний статус на федеральному рівні та у 21 із 26 кантонів Швейцарії, з яких у 17 є єдиною офіційною, ще в 2 — мовою абсолютної більшості, і лише в 2 — мовою вагомої меншини. Крім цього, німецька є офіційною на регіональних рівнях, зокрема в Німецькомовній спільноті Бельгії, що входить до складу регіону Валлонія, та в італійському Автономному регіоні Трентіно — Південний Тіроль, де в провінції Больцано — Південний Тіроль носії німецької становлять абсолютну більшість.
Відповідно до вищезгаданих критеріїв сумарно налічується 95 великих німецькомовних міст. Серед них є 5 міст-мільйонників, а саме: Берлін, Відень, Гамбург, Кельн і Мюнхен. До дуже великих міст, тобто із населенням понад 500 тис. осіб, належать ще 11 міст, усі розташовані в Німеччині. З-поміж великих міст 4 мають статус столиці, а саме: Берлін, Берн, Відень та Люксембург. Лише 2 німецькомовні великі міста мають населення більше, аніж столиця держави, у складі якої вони перебувають: Базель та Цюрих. Несуверенних міст-держав налічується з-поміж них 5: Базель-Штадт, Берлін, Відень, Гамбург та Бремен, причому останнє складається із двох великих міст — Бремен та Бремергафен.
| № | Країна      | Кількість великих німецькомовних міст |
| - | ----------- | ------------------------------------- |
| 1 | Німеччина   | 83                                    |
| 2 | Австрія     | 6                                     |
| 3 | Швейцарія   | 4                                     |
| 4 | Італія      | 1                                     |
| 4 | Люксембург  | 1                                     |
| 5 | Бельгія     | 0                                     |
| 5 | Ліхтенштейн | 0                                     |
| – | Франція     | немає даних                           |

Німецька мова, а саме ельзаський та лотаринзькі діалекти, є рідною для автохтонного населення регіонів Ельзас та Лотарингія у Франції. Проте Франція проводить у цих регіонах жорстку політику культурної асиміляції. Наприклад, станом на 2025 рік вона не ратифікувала Європейську хартію регіональних мов. Попри велику кількість носіїв німецької мови в регіоні, ані стандартизована, ані діалектна варіація німецької не має статусу офіційної мови. Крім того, Франція не публікує статистичних даних щодо рідної мови населення. Тільки у 2021 році, після референдуму, було засновано Європейське територіальне співтовариство Ельзас, що надало регіону право відкривати двомовні навчальні заклади.. Кількість населення, яке розмовляє діалектами німецької мови, варіюється від 40 до 50 % залежно від опитувань. Водночас носіями діалектів є переважно літні люди, а у великих містах ситуація з володінням ними особливо складна. На території Ельзасу розташовані великі міста Страсбург (нім. Straßburg) та Мюлуз (нім. Mülhausen), однак німецька мова там не має офіційного статусу. Крім того, відсутня статистика щодо рідної мови мешканців, через що ці міста не враховуються в списку.

## Список
Жирним виділені столиці адміністративних одиниць, у яких розташоване місто.
| №  | Назва міста українською | Назва міста німецькою    | Кількість населення | Площа в км² | Країна     | Адміністративна одиниця      |
| -- | ----------------------- | ------------------------ | ------------------- | ----------- | ---------- | ---------------------------- |
| 1  | Берлін                  | Berlin                   | 3 782 202           | 891,1       | Німеччина  | Берлін                       |
| 2  | Відень                  | Wien                     | 2 005 760           | 414,82      | Австрія    | Відень                       |
| 3  | Гамбург                 | Hamburg                  | 1 910 160           | 755,09      | Німеччина  | Гамбург                      |
| 4  | Мюнхен                  | München                  | 1 510 378           | 310,7       | Німеччина  | Баварія                      |
| 5  | Кельн                   | Köln                     | 1 087 353           | 405,01      | Німеччина  | Північний Рейн-Вестфалія     |
| 6  | Франкфурт-на-Майні      | Frankfurt am Main        | 775 790             | 248,31      | Німеччина  | Гессен                       |
| 7  | Штутгарт                | Stuttgart                | 633 484             | 207,32      | Німеччина  | Баден-Вюртемберг             |
| 8  | Дюссельдорф             | Düsseldorf               | 631 217             | 217,41      | Німеччина  | Північний Рейн-Вестфалія     |
| 9  | Лейпциг                 | Leipzig                  | 619 879             | 297,8       | Німеччина  | Саксонія                     |
| 10 | Дортмунд                | Dortmund                 | 595 471             | 280,71      | Німеччина  | Північний Рейн-Вестфалія     |
| 11 | Ессен                   | Essen                    | 586 608             | 210,34      | Німеччина  | Північний Рейн-Вестфалія     |
| 12 | Бремен                  | Bremen                   | 577 026             | 317,84      | Німеччина  | Бремен                       |
| 13 | Дрезден                 | Dresden                  | 566 222             | 328,48      | Німеччина  | Саксонія                     |
| 14 | Ганновер                | Hannover                 | 548 186             | 204,30      | Німеччина  | Нижня Саксонія               |
| 15 | Нюрнберг                | Nürnberg                 | 526 091             | 186,44      | Німеччина  | Баварія                      |
| 16 | Дуйсбург                | Duisburg                 | 503 707             | 232,79      | Німеччина  | Північний Рейн-Вестфалія     |
| 17 | Цюрих                   | Zürich                   | 433 989             | 87,93       | Швейцарія  | Цюрих                        |
| 18 | Бохум                   | Bochum                   | 366 385             | 145,66      | Німеччина  | Північний Рейн-Вестфалія     |
| 19 | Вупперталь              | Wuppertal                | 358 938             | 168,39      | Німеччина  | Північний Рейн-Вестфалія     |
| 20 | Грац                    | Graz                     | 339 810             | 127,57      | Австрія    | Штирія                       |
| 21 | Білефельд               | Bielefeld                | 338 410             | 258,83      | Німеччина  | Північний Рейн-Вестфалія     |
| 22 | Бонн                    | Bonn                     | 335 789             | 141,06      | Німеччина  | Північний Рейн-Вестфалія     |
| 23 | Мюнстер                 | Münster                  | 322 904             | 303,28      | Німеччина  | Північний Рейн-Вестфалія     |
| 24 | Мангайм                 | Mannheim                 | 316 877             | 144,97      | Німеччина  | Баден-Вюртемберг             |
| 25 | Карлсруе                | Karlsruhe                | 309 964             | 173,42      | Німеччина  | Баден-Вюртемберг             |
| 26 | Аугсбург                | Augsburg                 | 303 150             | 146,85      | Німеччина  | Баварія                      |
| 27 | Вісбаден                | Wiesbaden                | 285 522             | 203,87      | Німеччина  | Гессен                       |
| 28 | Менхенгладбах           | Mönchengladbach          | 268 943             | 170,47      | Німеччина  | Північний Рейн-Вестфалія     |
| 29 | Гельзенкірхен           | Gelsenkirchen            | 265 885             | 104,94      | Німеччина  | Північний Рейн-Вестфалія     |
| 30 | Аахен                   | Aachen                   | 252 769             | 160,85      | Німеччина  | Північний Рейн-Вестфалія     |
| 31 | Брауншвейг              | Braunschweig             | 252 066             | 192,70      | Німеччина  | Нижня Саксонія               |
| 32 | Хемніц                  | Chemnitz                 | 250 681             | 221,03      | Німеччина  | Саксонія                     |
| 33 | Кіль                    | Kiel                     | 248 873             | 118,65      | Німеччина  | Шлезвіг-Гольштейн            |
| 34 | Галле                   | Halle (Saale)            | 242 172             | 135,01      | Німеччина  | Саксонія-Ангальт             |
| 35 | Магдебург               | Magdeburg                | 240 114             | 201,03      | Німеччина  | Саксонія-Ангальт             |
| 36 | Фрайбург                | Freiburg im Breisgau     | 237 244             | 153,04      | Німеччина  | Баден-Вюртемберг             |
| 37 | Крефельд                | Krefeld                  | 228 550             | 137,78      | Німеччина  | Північний Рейн-Вестфалія     |
| 38 | Майнц                   | Mainz                    | 222 889             | 97,73       | Німеччина  | Рейнланд-Пфальц              |
| 39 | Любек                   | Lübeck                   | 219 044             | 214,19      | Німеччина  | Шлезвіг-Гольштейн            |
| 40 | Ерфурт                  | Erfurt                   | 215 675             | 269,91      | Німеччина  | Тюрингія                     |
| 41 | Лінц                    | Linz                     | 212 538             | 96,05       | Австрія    | Верхня Австрія               |
| 42 | Обергаузен              | Oberhausen               | 211 099             | 77,09       | Німеччина  | Північний Рейн-Вестфалія     |
| 43 | Росток                  | Rostock                  | 210 795             | 181,36      | Німеччина  | Мекленбург-Передня Померанія |
| 44 | Кассель                 | Kassel                   | 204 687             | 106,79      | Німеччина  | Гессен                       |
| 45 | Гаґен                   | Hagen                    | 190 490             | 160,45      | Німеччина  | Північний Рейн-Вестфалія     |
| 46 | Потсдам                 | Potsdam                  | 187 119             | 188,24      | Німеччина  | Бранденбург                  |
| 47 | Саарбрюкен              | Saarbrücken              | 183 509             | 167,52      | Німеччина  | Саарланд                     |
| 48 | Гамм                    | Hamm                     | 180 761             | 226,42      | Німеччина  | Північний Рейн-Вестфалія     |
| 49 | Базель                  | Basel                    | 176 329             | 23,85       | Швейцарія  | Базель-Штадт                 |
| 50 | Людвігсгафен            | Ludwigshafen am Rhein    | 176 110             | 77,43       | Німеччина  | Рейнланд-Пфальц              |
| 51 | Ольденбург              | Oldenburg (Oldb)         | 174 629             | 103,09      | Німеччина  | Нижня Саксонія               |
| 52 | Мюльгайм-на-Рурі        | Mülheim an der Ruhr      | 173 255             | 91,28       | Німеччина  | Північний Рейн-Вестфалія     |
| 53 | Оснабрюк                | Osnabrück                | 166 960             | 119,80      | Німеччина  | Нижня Саксонія               |
| 54 | Леверкузен              | Leverkusen               | 166 414             | 78,87       | Німеччина  | Північний Рейн-Вестфалія     |
| 55 | Дармштадт               | Darmstadt                | 164 792             | 122,07      | Німеччина  | Гессен                       |
| 56 | Гайдельберг             | Heidelberg               | 162 960             | 108,83      | Німеччина  | Баден-Вюртемберг             |
| 57 | Золінген                | Solingen                 | 161 545             | 89,54       | Німеччина  | Північний Рейн-Вестфалія     |
| 58 | Регенсбург              | Regensburg               | 159 465             | 80,86       | Німеччина  | Баварія                      |
| 59 | Зальцбург               | Salzburg                 | 158 429             | 65.65       | Австрія    | Зальцбург                    |
| 60 | Герне                   | Herne                    | 157 896             | 51,42       | Німеччина  | Північний Рейн-Вестфалія     |
| 61 | Падерборн               | Paderborn                | 155 749             | 179,59      | Німеччина  | Північний Рейн-Вестфалія     |
| 62 | Нойс                    | Neuss                    | 155 163             | 99,52       | Німеччина  | Північний Рейн-Вестфалія     |
| 63 | Інгольштадт             | Ingolstadt               | 142 308             | 133,35      | Німеччина  | Баварія                      |
| 64 | Берн                    | Bern                     | 136 988             | 51,62       | Швейцарія  | Берн                         |
| 65 | Оффенбах-на-Майні       | Offenbach am Main        | 135 490             | 44,88       | Німеччина  | Гессен                       |
| 66 | Люксембург              | Luxemburg                | 135 441             | 51.46       | Люксембург | Люксембург                   |
| 67 | Інсбрук                 | Innsbruck                | 132 188             | 104,91      | Австрія    | Тіроль                       |
| 68 | Фюрт                    | Fürth                    | 132 032             | 63,35       | Німеччина  | Баварія                      |
| 69 | Гайльбронн              | Heilbronn                | 130 093             | 99,89       | Німеччина  | Баден-Вюртемберг             |
| 70 | Ульм                    | Ulm                      | 129 942             | 118,68      | Німеччина  | Баден-Вюртемберг             |
| 71 | Пфорцгайм               | Pforzheim                | 128 992             | 97,99       | Німеччина  | Баден-Вюртемберг             |
| 72 | Вюрцбург                | Würzburg                 | 128 246             | 87,60       | Німеччина  | Баварія                      |
| 73 | Вольфсбург              | Wolfsburg                | 127 256             | 204,62      | Німеччина  | Нижня Саксонія               |
| 74 | Геттінген               | Göttingen                | 120 261             | 117,02      | Німеччина  | Нижня Саксонія               |
| 75 | Вінтертур               | Winterthur               | 119 315             | 68,07       | Швейцарія  | Цюрих                        |
| 76 | Боттроп                 | Bottrop                  | 118 705             | 100,62      | Німеччина  | Північний Рейн-Вестфалія     |
| 77 | Ройтлінген              | Reutlingen               | 118 528             | 87,04       | Німеччина  | Баден-Вюртемберг             |
| 78 | Ерланген                | Erlangen                 | 117 806             | 76,96       | Німеччина  | Баварія                      |
| 79 | Кобленц                 | Koblenz                  | 115 298             | 105,25      | Німеччина  | Рейнланд-Пфальц              |
| 80 | Бремергафен             | Bremerhaven              | 114 677             | 101,53      | Німеччина  | Бремен                       |
| 81 | Ремшайд                 | Remscheid                | 112 970             | 74,52       | Німеччина  | Північний Рейн-Вестфалія     |
| 82 | Трір                    | Trier                    | 112 737             | 117,06      | Німеччина  | Рейнланд-Пфальц              |
| 83 | Бергіш-Гладбах          | Bergisch Gladbach        | 112 660             | 83,09       | Німеччина  | Північний Рейн-Вестфалія     |
| 84 | Реклінггаузен           | Recklinghausen           | 111 693             | 66,50       | Німеччина  | Північний Рейн-Вестфалія     |
| 85 | Єна                     | Jena                     | 110 791             | 114,77      | Німеччина  | Тюрингія                     |
| 86 | Больцано                | Bozen                    | 106 445             | 52,29       | Італія     | Трентіно-Альто-Адідже        |
| 87 | Мерс                    | Moers                    | 105 606             | 67,68       | Німеччина  | Північний Рейн-Вестфалія     |
| 88 | Зальцгіттер             | Salzgitter               | 105 039             | 224,49      | Німеччина  | Нижня Саксонія               |
| 89 | Клагенфурт-ам-Вертерзе  | Klagenfurt am Wörthersee | 104 866             | 120.12      | Австрія    | Каринтія                     |
| 90 | Ганау                   | Hanau                    | 103 184             | 76,74       | Німеччина  | Гессен                       |
| 91 | Гютерсло                | Gütersloh                | 102 464             | 112,02      | Німеччина  | Північний Рейн-Вестфалія     |
| 92 | Гільдесгайм             | Hildesheim               | 102 325             | 92,29       | Німеччина  | Нижня Саксонія               |
| 93 | Зіген                   | Siegen                   | 102 114             | 114,69      | Німеччина  | Північний Рейн-Вестфалія     |
| 94 | Кайзерслаутерн          | Kaiserslautern           | 101 486             | 139,70      | Німеччина  | Рейнланд-Пфальц              |
| 95 | Котбус                  | Cottbus                  | 100 010             | 165,62      | Німеччина  | Бранденбург                  |